# Dreissena stankovici
Dreissena stankovici is een tweekleppigensoort uit de familie van de Dreissenidae. De wetenschappelijke naam van de soort is voor het eerst geldig gepubliceerd in 1982 door Lvova & Starobogatov.